# Ulrich Brenner
Ulrich Brenner (* 1946 in Württemberg) ist ein deutscher Journalist. Von 2002 bis zu seinem Eintritt in den Ruhestand im Juli 2011 war er Leiter und Geschäftsführer der Deutschen Journalistenschule (DJS) in München.

## Leben
Nach dem Studium der Germanistik, Politikwissenschaft und Geschichte in Tübingen und München ließ er sich an der DJS zum Redakteur ausbilden. Im Lokalteil der Stuttgarter Zeitung startete er 1974 in den Beruf, wechselte drei Jahre später ins Politikressort. Als Horst Stern die Zeitschrift Natur gründete, heuerte er 1983 als Chef vom Dienst bei dem Umweltmagazin an. Der spätere Chefredakteur Manfred Bissinger ernannte ihn zu seinem Stellvertreter.
Nach einer Station als Geschäftsführender Redakteur beim Magazin P.M. ging er 1991 als stellvertretender Chefredakteur zum Magazin der Süddeutschen Zeitung. Erfahrungen im Bereich des Corporate Publishing sammelte Brenner ab 1996 beim BMW Magazin, dessen Redaktion er zuletzt leitete. 2002 übernahm er die Leitung der Deutschen Journalistenschule in München, an der er seit 1985 als Dozent in der Zeitschriftenausbildung tätig war.
| Personendaten    | Personendaten        |
| ---------------- | -------------------- |
| NAME             | Brenner, Ulrich      |
| KURZBESCHREIBUNG | deutscher Journalist |
| GEBURTSDATUM     | 1946                 |
| GEBURTSORT       | Württemberg          |